# Било (защитена зона)
Било е защитена зона от Натура 2000 по директивата за опазване на дивите птици. Обхваща територии в Добруджа. Заема площ от 8620,6 ha.

## Граници
Обхваща землищата на селата Сърнино, Александър Стамболийски, Черноморци, Смин, Ваклино, Твърдица, Било, Белгун, Септемврийци и Нейково.

## Фауна
В защитената зона се срещат малка белочела гъска, полска бъбрица, червеногуша гъска, бухал, бял щъркел, черен щъркел, орел змияр, тръстиков блатар, полски блатар, ливаден блатар, синявица, тундров лебед, поен лебед, ловен сокол, сокол скитник, вечерна ветрушка, сив жерав, червеногърба сврачка, черночела сврачка, дебелоклюна чучулига, дропла, къдроглав пеликан, розов пеликан, осояд, златистопер дъждосвирец, малък ястреб, голяма белочела гъска, сива гъска, посевна гъска, речен дъждосвирец, орко, черношипа ветрушка, жълтокрака чайка, чайка буревестница, обикновен пчелояд, северен мишелов, брегова лястовица.